# Лустра
Лу̀стра (на италиански: Lustra) е село и община в Южна Италия, провинция Салерно, регион Кампания. Разположено е на 466 m надморска височина. Населението на общината е 1110 души (към 2010 г.).